# Batalha da Boca do Tigre
A batalha da Boca do Tigre foi uma sucessão de combates navais entre uma flotilha de navios portugueses, macaenses e chineses e uma armada de piratas chineses, ocorridas ao largo da cidade de Macau no período de 15 de Fevereiro de 1809 a 21 de Janeiro de 1810. O principal combate travou-se na entrada do canal da Boca do Tigre (chinês tradicional: 虎門, chinês simplificado: 虎门, pinyin: Hǔmén, lit. ‘Portões do Tigre’) e saldou-se por uma decisiva vitória macaense, da qual resultou a rendição do líder pirata Quan Apon Chay (chinês tradicional: 張保仔, chinês simplificado: 张保仔, pinyin: Zhāng Bǎozǎi, Wade–Giles: Chang Pao Tsai), o reconhecimento das autoridades chinesas e um marcado reforço da presença portuguesa na região.

## Descrição
A cidade vivia uma situação política e económica instável e estava à mercê dos interesses ingleses, franceses, do governo chinês e de piratas chineses, entre os quais Quan Apon Chay. Este célebre pirata começou a atacar também os navios mercantes que vinham ou saíam de Macau, ameaçando arruinar esta cidade já com inúmeros problemas para resolver. O então Governador de Macau, Lucas José de Alvarenga, decidiu por cobro àquela situação, e iniciou planos para artilhar e armar uma flotilha de navios que pudesse dar batalha aos piratas chineses. Na sua máxima extensão, a flotilha teve seis barcos, todos eles navios de três mastros, portanto equivalentes às corvetas de guerra, com uma guarnição que rondava dos 100 a 160 homens e equipados com 16 a 26 canhões. Foram realizadas três batalhas nas quais as forças portuguesas, mesmo em desvantagem numérica mas com superioridade no poder de fogo proporcionado pela artilharia, conseguiram manter o domínio da cidade e vencer a armada pirata, que contava com mais de 300 barcos.
Saindo derrotado, o pirata chinês Quan Apon Chay concordou em abandonar a pirataria e a fazer as pazes com o Imperador da China, depois de uma série de negociações mediada pelo ouvidor português Miguel José de Arriaga Brum da Silveira. Em 1810, firmou-se o tratado de paz, que estabelecia que Quan Apon Chay tinha que reconhecer a autoridade do Imperador e entregar toda a sua esquadra, constituída por 280 barcos, 2000 peças de artilharia e 30 mil homens. Em contrapartida, por sugestão do ouvidor Arriaga, Quan Apon Chay foi nomeado pelo Imperador almirante-mor da armada chinesa, passando a gozar de uma vida de inúmeros privilégios. Nesse mesmo ano, o Rei português D. João VI atribuiu à câmara municipal de Macau o título de Leal Senado pelo seu contributo na protecção da soberania portuguesa em Macau.